# Horace Capron
Pour les articles homonymes, voir Capron.
Horace Capron (31 août 1804 - 22 février 1885) est un homme d'affaires et agronome américain. Fondateur de la ville de Laurel dans le Maryland, il fut officier dans l'armée de l'Union durant la guerre de Sécession, travailla au ministère de l'agriculture sous les présidents Andrew Johnson et Ulysses S. Grant, et fut conseiller étranger au Japon pendant l'ère Meiji. Sa collection d'œuvres d'art et d'objets japonais fut vendue à la Smithsonian Institution après sa mort.

## Premières années
Né à Attleboro dans le Massachusetts, Horace Capron est le fils de Seth Capron et de sa femme Eunice Mann Capron. Sa sœur, Louisa Thiers, fut la première personne à atteindre l'âge de 111 ans en 1925. Son père, un médecin, ouvrit des filatures de coton dans l'État de New York, et Horace en supervisa quelques-unes comme celle de Savage dans le Maryland. Dans les années 1830, il devint aussi officier dans la milice du Maryland.
En 1834, Horace épousa Louisa Victoria Snowden dont le défunt père Nicholas avait possédé le manoir de Montpelier. Le couple eut six enfants avant que Louisa ne meurt en 1849. Nicholas Snowden Capron, qui mourut en bas âge, Adeline Capron qui mourut à 16 ans dans l'Illinois, Horace Capron, Jr. qui fut tué durant la guerre de Sécession, Albert Snowden Capron, Elizabeth Capron Mayo, et Osmond Tiffany Capron.
Capron participa à la mécanisation des filatures de coton qui commença en 1835, ayant travaillé pendant son adolescence dans des filatures dans le Massachusetts et l'État de New York. En 1836, il fonda avec des associés la Patuxent Manufacturing Company, une filature de coton sur la rivière Patuxent, et débuta ainsi ce qui deviendrait plus tard la ville de Laurel. En 1851, la filature fit faillite et Capron se déclara en banque-route. Peu après, le président des États-Unis lui demanda de superviser le déménagement d'Indiens à partir du Texas à cause de la guerre américano-mexicaine. Il passa ainsi plusieurs mois au Texas puis s'installa dans une ferme près d'Hebron dans l'Illinois où sa mère Eunice et sa sœur Louisa Thiers vivaient avec les enfants de Capron. Là, il construisit une grande maison. Il se remaria avec une certaine Margaret Baker et devint éleveur à plein temps, expérimentant de nouvelles techniques agricoles, écrivant des articles sur le sujet, il participa aux rassemblements du milieu et reçut des récompenses pour son travail.

## Service militaire

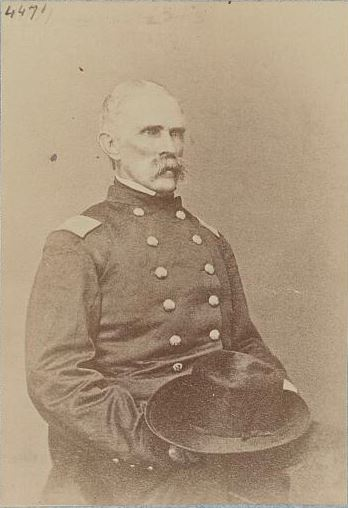
Horace Capron en uniforme militaire

Pendant la guerre de Sécession, Capron fut appelé à créer et plus tard commander le 14e régiment volontaire de cavalerie de l'Illinois. Il fut l'officier de cavalerie le plus âgé de l'armée de l'Union. Après avoir participé à des actions s'étalant du Kentucky à la Géorgie, il perdit son fils aîné dans cette guerre et quitta l'armée avec une blessure en 1864.
Du fait de son expérience professionnelle, le gouvernement lui offrit un poste au ministère de l'agriculture en 1867.

## Au Japon
Capron devint conseiller étranger au Japon après avoir accepté la proposition de Kiyotaka Kuroda, vice-directeur bureau de colonisation de Hokkaidō qui visitait alors les États-Unis. Pour ce poste, le gouvernement japonais le paya 10 000 $, une somme énorme pour l'époque. Capron avait besoin de cet argent car son fils Osmond était devenu aveugle après un incendie dans un hôtel et il dépendait maintenant de son père.
Capron passa quatre ans à Hokkaidō, suggérant de nombreuses idées de développement pour l'île. Il introduit l'agriculture avec les méthodes américaines à grande échelle, importa des semences de fruits et légumes occidentaux et introduisit la pratique de l'élevage. Il créa des fermes expérimentales, organisa des recherches pour trouver des terres avec les meilleurs potentiels agricoles et miniers, et recommanda d'apporter en priorités des améliorations à l'eau, aux moulins et aux routes. Il préconisa de planter du blé et du seigle car l'île avait un climat comparable avec certaines parties des États-Unis (ce qui conduisit à la création de la Sapporo Breweries Limited, l'une des premières brasseries japonaises). Il contribua à la réorganisation urbaine de la ville de Sapporo selon un plan hippodamien sur le modèle des villes américaines avec des rues à angles droits.
Le travail de Capron au Japon n'est cependant pas sans taches. Des articles d'anciens associés parurent aux États-Unis ainsi qu'au Japon et remettant en question ses compétences personnelles et la qualité de son travail. Il était souvent frustré par les retards dans l'application de ses suggestions (ou à l'occasion, par le rejet de ses propositions par des membres conservateurs du gouvernement). Néanmoins, Kiyotaka Kuroda, futur premier ministre du Japon, était un ami de confiance de Capron. Celui-ci admirait les Aïnous d'Hokkaidō, qu'il comparait positivement aux Indiens d'Amérique. Dans son journal intime, il apparait qu'il admirait aussi les Japonais bien qu'il les considérait comme des demi-barbares, et croyait fermement que l'adoption rapide de la culture occidentale serait dans le meilleur intérêt pour le Japon.
Durant son séjour au Japon, il eut trois audiences avec l'empereur Meiji qui était personnellement intéressé par le développement de l'île d'Hokkaidō. En 1884, neuf ans après son départ du Japon, Horace Capron fut décoré de l'ordre du Soleil levant (2e classe) pour ses services rendus.

## Dernières années
Capron travailla ensuite comme agent pour le Japon pour acheter du bétail et du matériel militaire, et il vendit sa maison à Washington qui devint la première ambassade japonaise aux États-Unis. Durant cette période, il commença à rédiger ses mémoires.
Capron assista à l'inauguration du Washington Monument le 21 février 1885. Le froid extrême de cette journée (−11 °C) fut fatal pour l'homme de 80 ans, il eut un accident vasculaire cérébral et mourut le lendemain. Il est enterré au Oak Hill Cemetery dans le quartier de Georgetown (Washington, D.C.).
Durant son séjour au Japon, Capron avait rassemblé une grande collection d'œuvres japonaises. Après sa mort, sa veuve Margaret vendit la collection à la Smithsonian Institution.